# Campionatul Mondial de Hochei pe Gheață din 1977
Campionatul Mondial de Hochei pe Gheață din 1977 a fost găzduit de Austria între 21 aprilie și 8 mai 1977. Au participat opt țări. Competiția a fost câștigată de Cehoslovacia.

## Participanți
Calificate automat după clasarea pe primele 6 locuri la Campionatul Mondial de Hochei pe Gheață din 1976
- Cehoslovacia
- URSS
- Suedia
- SUA
- Finlanda
- Germania

Calificate după promovarea din grupa B a Campionatului Mondial din 1976
- România

Canada
- Canada

După ce Federația Internațională și Federația Canadiană au căzut de acord să includă jucătorii profesioniști, Canada a participat după o absență de opt ani.

## Sălile
| Viena                               | Viena | Viena                                   |
| ----------------------------------- | ----- | --------------------------------------- |
| Wiener Stadthalle Capacitate: 9.500 | Viena | Donauparkhalle Capacitate: aprox. 3.300 |
| Stadthalle                          | Viena | Donauparkhalle                          |

## Turneul

### Runda preliminară
| 21 aprilie 1977 10:00 | România Eduard Pană (58:52) | 1–8 (0–2, 0–2, 1–4) | Suedia Mats Åhlberg (13:44) Hans Jax (16:29) Lars Lindgren (24:39) Rolf Edberg (27:52) Bengt Lundholm (41:40) Bengt Lundholm (45:07) Roland Eriksson (49:40) Nils-Olof Olsson (55:14) | Wiener Stadthalle, Viena Asistență: 1.500 |

| 21 aprilie 1977 14:00 | Germania | 0–10 (0–5, 0–3, 0–2) | URSS Valeri Harlamov (2:59) Boris Mihailov (7:43) Vladimir Lutcenko (8:12) Serghei Kapustin (13:41) Vladimir Petrov (14:28) Viktor Jluktov (22:44) Valeri Harlamov (23:00) Vladimir Lutcenko (29:07) Serghei Babinov (48:45) Helmuts Balderis (57:20) | Wiener Stadthalle, Viena Asistență: 4.500 |

| 21 aprilie 1977 17:00 | Cehoslovacia Ivan Hlinka (1:09) Marián Šťastný (1:51) Ivan Hlinka (6:41) Bohuslav Ebermann (8:43) Jaroslav Pouzar (13:20) Milan Chalupa (13:48) Milan Nový (15:05) Milan Nový (34:31) Marián Šťastný (39:29) Eduard Novák (42:55) Peter Šťastný (52:10) | 11–3 (7–2, 2–0, 2–1) | Finlanda Esa Peltonen (3:30) Jukka Alkula (14:59) Periti Koivulahti (40:27) | Wiener Stadthalle, Viena Asistență: 2.500 |

| 21 aprilie 1977 20:30 | Canada Phil Esposito (11:32) Jean Pronovost (13:42) Wilf Paiement (33:27) Pierre Larouche (59:14) | 4–1 (2–1, 1–0, 1–0) | SUA Bob Miller (13:03) | Wiener Stadthalle, Viena Asistență: 7.500 |

| 22 aprilie 1977 14:00 | SUA James McElmury (25:36) Warren Miller (27:55) David Debol (32:57) Warren Williams (39:47) David Debol (41:08) Bob Miller (52:48) Bob Krieger (54:51) | 7–2 (0–1, 4–0, 3–1) | România Doru Tureanu (9:29) Florea Sgîncă (21:56) | Wiener Stadthalle, Viena Asistență: 1.000 |

| 22 aprilie 1977 16:00 | URSS Vladimir Petrov (7:31) Vladimir Petrov (16:06) Serghei Kapustin (26:35) Valeri Harlamov (27:07) Valeri Harlamov (31:32) Aleksandr Malțev (33:37) Veaceslav Fetisov (37:35) Viktor Jluktov (38:37) Serghei Kapustin (43:57) Boris Mihailov (44:30) Valeri Harlamov (47:25) | 11–6 (2–0, 6–2, 3–4) | Finlanda Periti Koivulahti (24:59) Jukka Alkula (36:28) Martti Jarkko (53:45) Periti Koivulahti (56:48) Hannu Haapalainen (58:16) Jukka Alkula (58:25) | Donauparkhalle, Viena Asistență: 1.000 |

| 22 aprilie 1977 17:00 | Cehoslovacia Milan Nový (2:04) Marián Šťastný (8:55) Bohuslav Ebermann (13:21) Bohuslav Ebermann (18:55) Bohuslav Ebermann (27:24) Milan Nový (38:47) Ivan Hlinka (45:18) Vladimír Martinec (50:56) Marián Šťastný (56:11) | 9–3 (4–2, 2–1, 3–0) | Germania Erich Kühnhackl (0:24) Udo Kießling (7:46) Lorenz Funk (28:06) | Wiener Stadthalle, Viena Asistență: 1.000 |

| 22 aprilie 1977 20:00 | Suedia Mats Åhlberg (5:43) Lars-Erik Ericsson (7:08) Lars-Erik Ericsson (27:07) Per-Olov Brasar (59:48) | 4–2 (2–0, 1–0, 1–2) | Canada Jean Pronovost (53:23) Pierre Larouche (59:34) | Wiener Stadthalle, Viena Asistență: 4.500 |

| 24 aprilie 1977 | România László Sólyom (54:29) | 1–13 (0–5, 0–4, 1–4) | Cehoslovacia Jaroslav Pouzar (6:02) Jiří Novák (7:23) Bohuslav Ebermann (10:05) Jiří Holík (15:16) Eduard Novák (18:17) Ivan Hlinka (21:31) Ivan Hlinka (22:30) Vladimír Martinec (23:51) Eduard Novák (24:19) Peter Šťastný (42:07) Marián Šťastný (46:12) Eduard Novák (48:01) Marián Šťastný (56:32) | Viena Asistență: 1.000 |

| 24 aprilie 1977 | Finlanda Esa Peltonen (36:50) | 1–5 (0–1, 1–0, 0–4) | Suedia Lars-Erik Ericsson (13:42) Kent-Erik Andersson (50:12) Bengt Lundholm (52:05) Stefan Persson (55:26) Bengt Lundholm (58:36) | Viena Asistență: 2.000 |

| 24 aprilie 1977 | Germania Lorenz Funk (8:41) Rainer Philipp (24:42) Erich Kühnhackl (48:40) | 3–3 (1–2, 1–1, 1–0) | SUA Warren Miller (5:39) Warren Williams (13:14) James McElmury (27:49) | Viena Asistență: 2.000 |

| 24 aprilie 1977 | Canada Richard Hampton (38:48) | 1–11 (0–3, 1–5, 0–3) | URSS Helmuts Balderis (8:36) Valeri Harlamov (11:09) Aleksandr Iakușev (14:32) Aleksandr Iakușev Valeri Vasiliev (26:51) Helmuts Balderis (29:40) Boris Mihailov (30:36) Aleksandr Iakușev (31:53) Viktor Jluktov (44:39) Boris Mihailov (47:31) Aleksandr Iakușev (50:43) | Viena Asistență: 8.000 |

| 25 aprilie 1977 | Suedia Mats Åhlberg (13:08) Roland Eriksson (15:35) Roland Eriksson (28:44) Roland Eriksson (30:03) Rolf Edberg (25:59) Kent-Erik Andersson (59:16) Stefan Persson (59:58) | 7–1 (2–0, 3–0, 2–1) | Germania Hans Zach (46:15) | Viena Asistență: 2.000 |

| 25 aprilie 1977 | URSS Viktor Jluktov (2:45) Viktor Șalimov (4:48) Boris Mihailov (10:20) Viktor Șalimov (19:59) Serghei Babinov (21:44) Serghei Kapustin (23:17) Serghei Kapustin (26:22) Veaceslav Fetisov (23:36) Veaceslav Fetisov (28:18) Helmuts Balderis (29:52) Viktor Șalimov (35:46) Boris Mihailov (37:33) Boris Mihailov (40:53) Valeri Harlamov (45:03) Helmuts Balderis (48:09) Vladimir Petrov (48:21) Vladimir Petrov (57:33) Vasili Pervuhin (59:46) | 18–1 (4–0, 8–0, 6–1) | România Dezideriu Varga (50:23) | Viena Asistență: 600 |

| 26 aprilie 1977 | SUA Bob Krieger (19:49) Warren Williams (51:00) | 2–3 (1–1, 0–0, 1–2) | Finlanda Pekka Rautakallio (8:10) Timo Sutinen (45:16) Timo Sutinen (57:44) | Viena Asistență: 4.000 |

| 26 aprilie 1977 | Cehoslovacia Marián Šťastný (21:58) Jaroslav Pouzar (30:33) Milan Nový (41:01) | 3–3 (0–0, 2–3, 1–0) | Canada Pierre Larouche (24:17) Wayne Merrick (34:42) Ronald Ellis (35:37) | Viena Asistență: 8.500 |

| 27 aprilie 1977 | România Florea Sgîncă (28:58) Doru Tureanu (34:42) László Sólyom (50:23) | 3–6 (0–3, 2–1, 1–2) | Germania Walter Köberle (1:18) Hans Zach (9:25) Erich Kühnhackl (12:35) Alois Schloder (27:46) Hans Zach (47:22) Rainer Philipp (49:56) | Viena Asistență: 3.000 |

| 27 aprilie 1977 | Canada Eric Vail (11:00) Allan McAdam (15:09) Carol Vadnais (41:57) Ronald Ellis (54:38) Allan McAdam (59:09) | 5–1 (2–0, 0–1, 3–0) | Finlanda Esa Peltonen (35:25) | Viena Asistență: 4.000 |

| 28 aprilie 1977 | Suedia Lars-Erik Ericsson (2:54) Mats Åhlberg (11:02) Rolf Edberg (15:01) Mats Åhlberg (19:58) Lars Zetterström (21:00) Mats Åhlberg (27:52) Hans Jax (31:06) Kent-Erik Andersson (45:03) Rolf Edberg (56:28) | 9–0 (4–0, 3–0, 2–0) | SUA | Viena Asistență: 4.000 |

| 28 aprilie 1977 | Cehoslovacia Vladimir Martinec (12:18) | 1–6 (1–1, 0–4, 0–1) | URSS Viktor Jluktov (4:27) Serghei Kapustin (22:46) Boris Mihailov (25:58) Serghei Kapustin (28:00) Serghei Babinov (34:06) Aleksandr Iakușev (52:08) | Viena Asistență: 9.000 |

| 29 aprilie 1977 | Finlanda Esa Peltonen (12:45) Jukka Porvari (16:22) Timo Sutinen (45:20) Pertti Koivulahti (46:20) | 4–2 (2–0, 0–1, 2–1) | România Florea Sgîncă (29:18) Dumitru Axinte (56:38) | Viena Asistență: 2.500 |

| 29 aprilie 1977 | Germania Franz Reindl (15:32) Rainer Philipp (49:31) Josef Völk (57:37) | 3–9 (1–2, 0–3, 2–4) | Canada Carol Vadnais (12:24) Eric Vail (17:31) Wilfred Paiement (24:47) Carol Vadnais (28:33) Rodrigue Gilbert (34:11) Philip Esposito (40:17) Rodrigue Gilbert (47:06) Pierre Larouche (47:38) | Viena Asistență: 3.500 |

| 30 aprilie 1977 | Suedia Franz Reindl (15:32) Rainer Philipp (49:31) Josef Völk (57:37) | 1–3 (1–1, 0–0, 0–2) | Cehoslovacia Carol Vadnais (12:24) Eric Vail (17:31) Wilfred Paiement (24:47) Carol Vadnais (28:33) Rodrigue Gilbert (34:11) Philip Esposito (40:17) Rodrigue Gilbert (47:06) Pierre Larouche (47:38) | Viena Asistență: 6.500 |

| 30 aprilie 1977 | URSS Viktor Șalimov (5:16) Boris Mihailov (11:18) Serghei Kapustin (13:53) Vladimir Petrov (14:10) Boris Mihailov (14:52) Vladimir Petrov (20:22) Boris Mihailov (29:54) Viktor Șalimov (30:47) | 8–2 (5–0, 3–2, 0–0) | SUA Walter Olds (37:44) Dave Hynes (38:19) | Viena Asistență: 4.000 |

| 1 mai 1977 | Canada Ronald Ellis (2:22) Philip Esposito (14:52) Eric Vail (29:15) Allan McAdam (37:34) Wayne Merrick (42:46) Allan McAdam (43:56) Ralph Klassen (48:18) | 7–2 (2–2, 2–0, 3–0) | România Doru Tureanu (2:41) Dumitru Axinte (9:36) | Viena Asistență: 3.500 |

| 1 mai 1977 | Finlanda Esa Peltonen (7:18) Pekka Rautakallio (16:18) Pertti Koivulahti (38:14) Veli-Matti Ruisma (56:05) | 4–1 (2–0, 1–0, 1–1) | Germania Walter Köberle (59:50) | Viena Asistență: 2.500 |

| 2 mai 1977 | SUA Dave Hynes (15:56) Bob Miller (16:49) Bob Krieger (21:29) | 3–6 (2–1, 1–3, 0–2) | Cehoslovacia Vladimír Martinec (12:45) Ivan Hlinka (20:14) Jiří Holík (27:10) Ivan Hlinka (37:36) Milan Nový (40:22) Peter Šťastný (49:34) | Viena Asistență: 2.500 |

| 2 mai 1977 | Suedia Per-Olov Brasar (5:04) Kent-Erik Andersson (21:40) Mats Åhlberg (38:26) Bengt Lundholm (41:00) Rolf Edberg (57:34) | 5–1 (1–0, 2–0, 2–1) | URSS Ghennadi Țîgankov (44:35) | Viena Asistență: 6.500 |

### Locurile 5-8
| 3 mai 1977 | România Dumitru Axinte (38:22) | 1–14 (0–3, 1–6, 0–5) | Finlanda Timo Nummelin (0:18) Jukka Porvariv (11:32) Seppo Ahokainen (17:07) Jukka Alkula (20:55) Jukka Alkula (28:20) Pekka Rautakallio (29:24) Timo Sutinen (29:58) Martti Jarkko (30:35) Kari Makkonen (39:41) Jukka Alkula (42:19) Seppo Lindström (43:08) Timo Sutinen (52:12) Kari Makkonen (53:22) Antero Lehtonen (54:48) | Viena Asistență: 2.000 |

| 3 mai 1977 | Germania Rainer Philipp (17:05) | 1–4 (1–1, 0–3, 0–0) | SUA Bob Debol (8:19) Bob Miller (24:05) Bob Miller (24:36) William Schneider (28:12) | Viena Asistență: 2.000 |

| 5 mai 1977 | Finlanda Lasse Oksanen (7:26) Kari Makkonen (8:57) Jukka Alkula (17:19) Timo Sutinen (19:51) Kari Makkonen (47:32) Martti Jarkko (55:37) Risto Siltanen (57:59) | 7–2 (4–0, 0–2, 3–0) | Germania Erich Kühnhackl (22:31) Erich Kühnhackl (39:53) | Viena Asistență: 2.000 |

| 5 mai 1977 | SUA Bob Krieger (21:57) Louis Nanne (42:58) Bob Krieger (58:28) Dave Hynes (57:47) | 4–5 (0–1, 1–4, 3–0) | România Marian Pisaru (17:13) Doru Tureanu (22:50) Dezideriu Varga (32:06) Doru Tureanu (32:50) Șandor Gall (36:55) | Viena Asistență: 1.500 |

| 7 mai 1977 | România Florea Sgîncă (24:49) Doru Tureanu (29:50) | 2–3 (0–1, 2–1, 0–1) | Germania Franz Reindl (12:47) Ignaz Berndaner (37:59) Alois Schloder (56:10) | Viena Asistență: 2.500 |

| 7 mai 1977 | SUA Bob Krieger (34:50) Warren Williams (35:28) Louis Nanne (50:30) | 3–2 (0–0, 2–1, 1–1) | Finlanda Jukka Porvari (21:21) Lasse Oksanen (50:30) | Viena Asistență: 2.500 |

### Runda finală
| 4 mai 1977 | Cehoslovacia Vladimír Martinec (0:41) Jiří Novák (9:53) Jiří Holík (12:14) Milan Nový (20:21) | 4–3 (3–0, 1–3, 0–0) | URSS Valeri Harlamov (24:20) Boris Mihailov (26:49) Helmuts Balderis (29:07) | Viena Asistență: 7.000 |

| 4 mai 1977 | Canada Wane Merrick (2:07) Pierre Larouche (4:45) Philip Esposito (16:26) Ronald Ellis (25:57) Pierre Larouche (28:15) Philip Esposito (28:37) Eric Vail (47:22) | 7–0 (3–0, 3–0, 1–0) | Suedia | Viena Asistență: 8.500 |

| 6 mai 1977 | Suedia Per-Olov Brasar (54:48) | 1–2 (0–0, 0–0, 1–2) | Cehoslovacia Vladimír Martinec (46:20) Bohuslav Ebermann (55:28) | Viena Asistență: 9.000 |

| 6 mai 1977 | URSS Ghennadi Țîgankov (4:26) Aleksandr Iakușev (23:08) Serghei Kapustin (23:32) Valeri Harlamov (29:37) Helmuts Balderis (31:33) Aleksandr Iakușev (42:08) Viktor Șalimov (45:43) Helmuts Balderis (46:20) | 8–1 (1–1, 4–0, 3–0) | Canada Gregory Smith (6:46) | Viena Asistență: 9.400 |

| 8 mai 1977 | Canada Wayne Merrick (6:03) Philip Esposito (9:55) Ronald Ellis (27:34) Pierre Larouche (35:02) Wilfred Paiement (43:08) Walter McKechnie (47:16) Philip Esposito (52:33) Wilfred Paiement (53:36) | 8–2 (2–0, 2–2, 4–0) | Cehoslovacia Ivan Hlinka (34:26) Jiří Holík (35:33) | Viena Asistență: 9.400 |

| 8 mai 1977 | URSS Viktor Șalimov (7:49) | 1–3 (1–1, 0–2, 0–0) | Suedia Roland Eriksson (9:15) Roland Eriksson (22:52) Roland Eriksson (29:57) | Viena Asistență: 9.000 |

## Clasament general
| 1 | Cehoslovacia | Vladimír Dzurilla, Jiří Holeček - Oldřich Machač, Milan Chalupa, František Pospíšil, Miroslav Dvořák, František Kaberle, Milan Kajkl, Jiří Bubla - Milan Nový, Vladimír Martinec, Jiří Novák, Vincent Lukáč, Marián Šťastný, Jiří Holík, Ivan Hlinka, Eduard Novák, Jaroslav Pouzar, Bohuslav Ebermann, Peter Šťastný. Antrenori: Karel Gut, Ján Starší                                                                                |
| 2 | Suedia       | Göran Högosta, Hardy Aström - Jan-Erik Silfverberg, Ulf Weinstock, Mats Waltin, Stefan Persson, Stig Salming, Lars Zetterström, Lars Lindgren - Martin Karlsson, Roland Eriksson, Lars-Erik Ericsson, Rolf Edberg, Mats Åhlberg, Bengt Lundholm, Lars-Gunnar Lundberg, Nils-Olof Olsson, Per-Olov Brasar, Kent-Erik Andersson, Hans Jax. Antronri: Hans Lindberg, Kjell Larson                                                         |
| 3 | URSS         | Aleksandr Sidelnikov, Vladislav Tretiak - Aleksandr Gusev, Vladimir Lutcenko, Serghei Babinov, Valeri Vasiliev, Ghennadi Țîgankov, Vasili Pervuhin, Veaceslav Fetisov - Serghei Kapustin, Viktor Șalimov, Aleksandr Malțev, Boris Mihailov, Aleksandr Iakușev, Vladimir Petrov, Valeri Harlamov, Vladimir Șadrin, Viktor Jluktov, Aleksandr Golikov, Helmuts Balderis. Antrenori: Boris Kulaghin, Konstantin Loktev, Vladimir Iurzinov |
| 4 | Canada       | James Rutherford, Anthony Esposito - Richard Hampton, Gregory Smith, Carol Vadnais, Dennis Kearns, Dallas Smith, Phillip Russell - Rodrigue Gilbert, Ronald Ellis, Wilfred Paiement, Walter McKechnie, Wayne Merrick, Ralph Klassen, Guy Charron, Pierre Larouche, Jean Pronovost, Allan McAdam, Eric Vail, Philip Espositov. Antrenor: John Wilson                                                                                    |
| 5 | Finlanda     | Urpo Ylönen, Jorma Valtonen - Seppo Lindström, Timo Nummelin, Risto Siltanen, Hannu Haapalainen, Pekka Marjamäki, Seppo Suoraniemi, Pekka Rautakallio - Kari Makkonen, Esa Peltonen, Lasse Oksanen, Jukka Alkula, Martti Jarkko, Seppo Ahokainen, Jukka Porvari, Antero Lehtonen, Timo Sutinen, Pertti Koivulahti, Veli-Matti Ruisma. Antrenor: Lasse Heikkilä                                                                         |
| 6 | SUA          | Mike Curran, Dave Reece - James McElmury, Walter Olds, Joseph Micheletti, Robert Paradise, Louis Nanne, Russel Andersson - William Schneider, Dave Hynes, Bob Miller, Warren Williams, Tom Younghans, Mark Heaslip, Thomas Rowe, Dave Debol, Warren Miller, Thomas Vanelli, Mike Antonowich, Bob Krieger. Antrenor: John Mariucci |
| 7 | Germania     | Anton Kehle, Sigmund Suttner - Josef Völk, Udo Kießling, Klaus Auhuber, Peter Scharf, Ignaz Berndaner, Werner Klatt, Horst-Peter Kretschmer - Walter Stadler, Rainer Philipp, Lorenz Funk, Franz Reindl, Miroslaw Slezak, Walter Köberle, Erich Kühnhackl, Alois Schloder, Hans Zach, Hermann Hinterstocker, Vladimir Vacatko. Antrenor: Hans Rampf                                                                                    |
| 8 | România      | Valerian Netedu, Gheorghe Huțan - Florea Sgîncă, Ion Ioniță, Dezideriu Varga, Șandor Gal, Elöd Antal, Doru Moroșan, George Justinian - Doru Tureanu, Dumitru Axinte, Constantin Dumitru, Marian Costea, Tiberiu Mikloș, Constantin Nistor, Ioan Gheorghiu, Eduard Pană, László Sólyom, Adrian Olinici, Marian Pisaru. Antrenor: Stefan Ionescu                                                                                         |

## Echipa ideală
| Post    | Jucător            |
| ------- | ------------------ |
| Portar  | Göran Högosta      |
| Fundaș  | Valeri Vasiliev    |
| Fundaș  | František Pospíšil |
| Atacant | Helmuts Balderis   |
| Atacant | Vladimir Petrov    |
| Atacant | Vladimír Martinec  |

- Cel mai bun portar: Göran Högosta [1]
- Cel mai bun fundaș: Valeri Vasiliev [1]
- Cel mai bun atacant: Helmuts Balderis [1]